# Безхребетна оксамитова акула азорська
Безхребетна оксамитова акула азорська (Scymnodalatias garricki) — акула з роду Безхребетна оксамитова акула родини Полярні акули.

## Опис
Загальна довжина досягає 1 м. Голова середнього розміру, має конічну форму. Морда коротка. Очі великі, овальні, горизонтальної форми. Вони розташовані у верхній частині голови. За ними розташовані бризкальця. Рот помірного розміру. Тулуб кремезний, гладкий, важкий, потовщене в області черева. Грудні плавці мають трикутну форму. Має 2 невеликих спинних плавця з маленькими шипами. Хвостовий плавець гетероцеркальний, нижня лопать слабко розвинена. Анальний плавець відсутній.
Забарвлення однотонне, сіро-темно-коричневе.

## Спосіб життя
Тримається на глибині від 300 до 1500 м. Діяльність слабко вивчено. Активна біля дна, бентофаг. Полює, переслідуючи здобич, проте не здатна здійснювати швидкі та стрімкі атаки. Живиться дрібною костистою рибою, ракоподібними, головоногими молюсками та морськими черв'яками.
Це яйцеживородна акула. Стосовно процесу парування та розмноження немає відомостей.

## Розповсюдження
Мешкає біля Азорських островів — у центральній Атлантиці, на Північно-Атлантиному хребті, в акваторії Португалії. Звідси походить назва цієї акули.